# جسی مارش
جسی مارش (انگلیسی: Jesse Marsch؛ زادهٔ ۸ نوامبر ۱۹۷۳) سرمربی فوتبال اهل آمریکا است. وی سرمربی فعلی تیم ملی فوتبال کانادا است‌.
او در فوریه ۲۰۲۲ پس از مارچلو بیلسا سرمربی باشگاه انگلیسی لیدزیونایتد شد و توانست تیم لیدز را در هفته آخر در لیگ برتر حفظ کند، اما در سال ۲۰۲۳ پس از کسب نتایج ضعیف در هفته ۲۲، در حالی که تیم در رده شانزدهم قرار داشت، پس از شکست یک بر صفر از ناتینگهام فارست از سرمربی‌گری لیدز اخراج شد.
جسی مارش یک فوتبالیست حرفه‌ای بود که در سال ۲۰۰۹ بازنشسته شد و یک سال بعد به‌طور رسمی حرفه مربیگری خود را آغاز کرد. او تا زمانی که ۱۵ ساله شد متوجه علاقه‌اش به فوتبال نبود. ظاهراً یک روز جسی به همراه دوستانش برای تماشای بازی لیورپول به ورزشگاه آنفیلد می‌روند و با تماشای بازی جان بارنز و پیتر بردزلی نوری از اشتیاق به فوتبال در درونش می‌درخشد. او سابقه بازی در باشگاه‌های دی‌سی یونایتد، شیکاگو فایر و چیواس یواس‌ای را در کارنامه دارد.